# Giurgeni–Vadu Oii-bron
Giurgeni–Vadu Oii-bron (rumänska: Podul Giurgeni-Vadu Oii) är en bro över Donau mellan byarna Giurgeni och Vadu Oii i Rumänien. Den är en av två broar som förbinder Valakiet med Dobrudzja och Svarta havet.

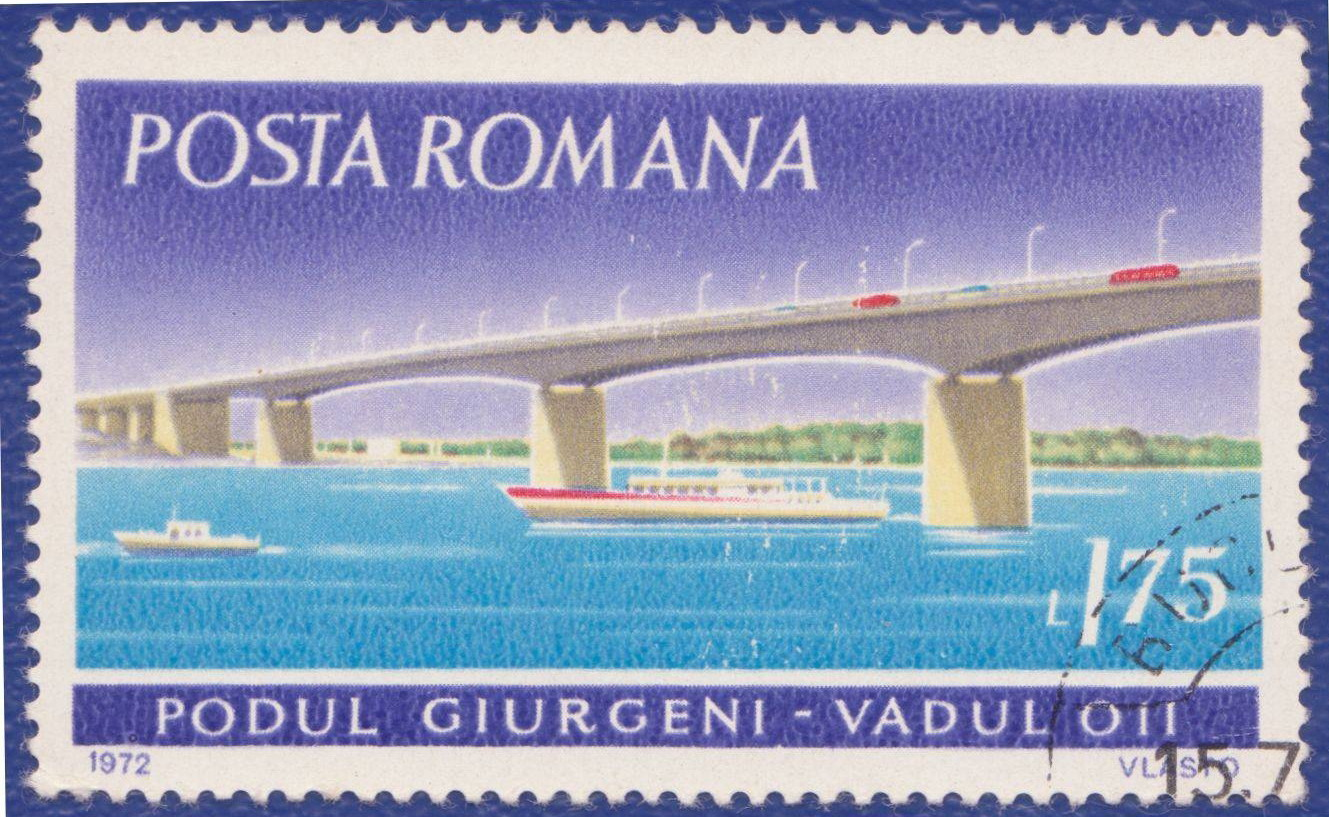
Bron på ett rumänskt frimärke från 1972.

Bron är en 1 450 meter lång balkbro av stål med tre 160 meter långa och två 120 meter långa brospann samt 16 mindre brospann på 46 meter vardera. Den började byggas år 1968 och invigdes tre år senare.
År 2019 beviljade EU pengar till en ny bro över Donau vid Brăila.